# Sam Minar
Sam Minar (27 marzo 1986) è un calciatore cambogiano, di ruolo difensore o centrocampista.

## Carriera

### Club
Con il Khemara ha preso parte a partite di AFC Challenge Cup e Coppa del Presidente dell'AFC.

### Nazionale
Ha esordito in Nazionale nel 2006.